# Ferdinando di Savoia-Genova (generale)
Ferdinando Maria Alberto Amedeo Filiberto Vincenzo di Savoia, I duca di Genova (Firenze, 15 novembre 1822 – Torino, 10 febbraio 1855), è stato un nobile e militare italiano, capostipite del ramo cadetto dei Savoia-Genova.

## Biografia

### Infanzia

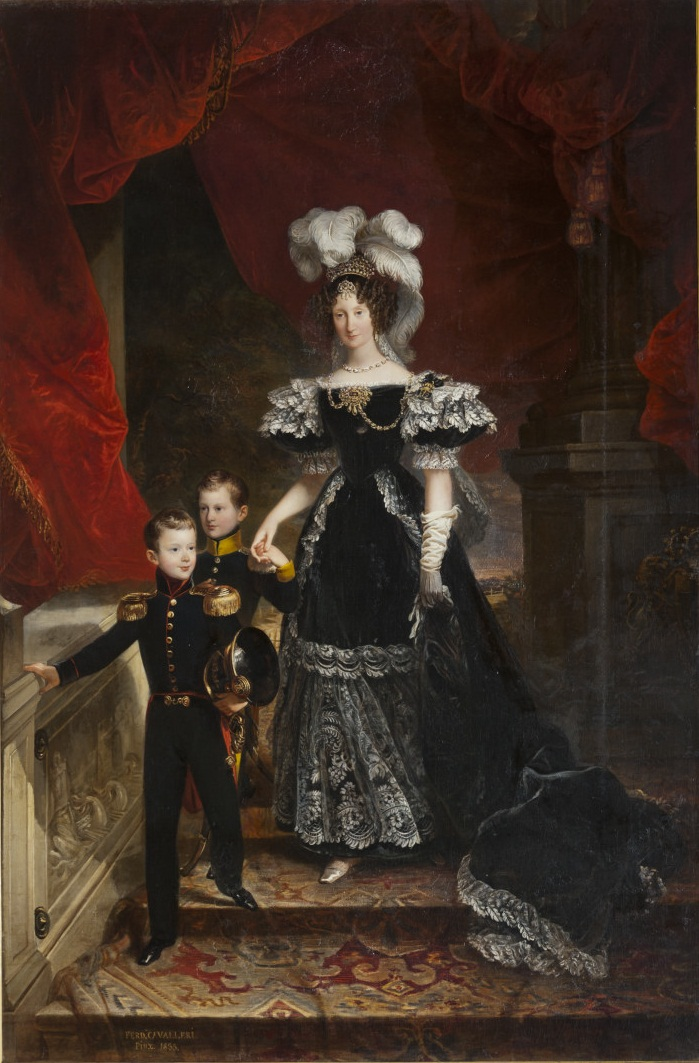
Ferdinando da bambino con la madre Maria Teresa di Toscana e il fratello Vittorio Emanuele

Ferdinando di Savoia nacque a Firenze il 15 novembre 1822, figlio di Carlo Alberto di Savoia e di Maria Teresa d'Asburgo-Toscana. Era fratello minore di Vittorio Emanuele di Savoia, futuro re d'Italia. Con l'ascesa di suo padre al trono di Sardegna, nel 1831, venne nominato duca di Genova.

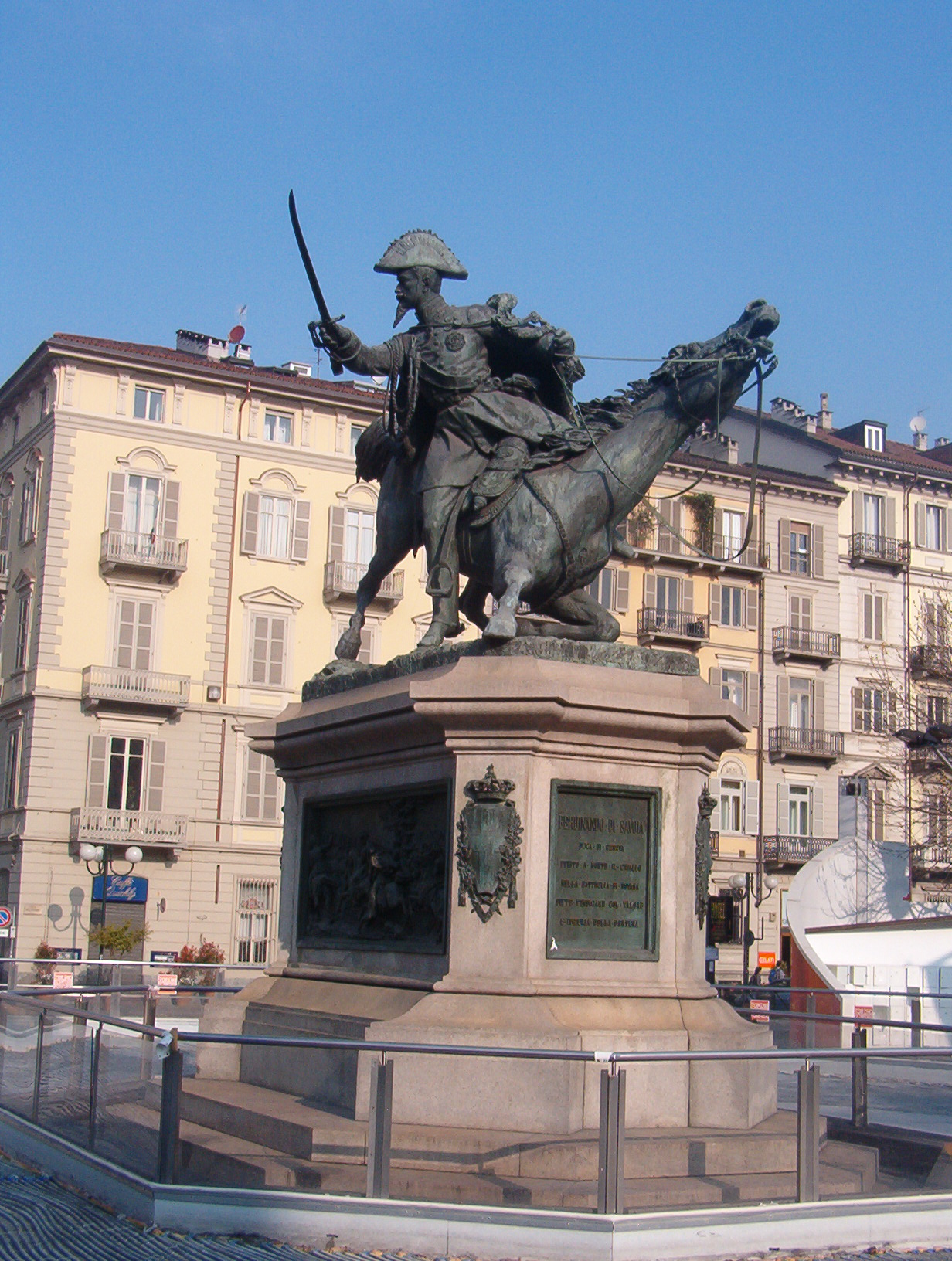
Statua equestre di Ferdinando di Savoia, duca di Genova, in Piazza Solferino a Torino

### Dalla vittoria di Peschiera alla nomina a Re di Sicilia
Dopo che, il 23 marzo 1848, il Regno di Sardegna ebbe dichiarato guerra all'Impero austriaco, Carlo Alberto diede il comando dell'artiglieria a Ferdinando e, assistito dal generale Agostino Chiodo, lo incaricò di dirigere l'assedio di Peschiera.
Il 18 maggio aprì il fuoco sulle truppe austriache presenti a Peschiera del Garda. Dopo tre giorni di bombardamenti, l'esercito sabaudo mise immediatamente in seria difficoltà le forze nemiche. Il 26 maggio Ferdinando propose la resa incondizionata al generale von Rath, ma, dopo le ventiquattro ore di tempo concessegli, Rath rifiutò tale resa e continuò la sua resistenza, grazie all'appoggio assicuratogli dal generale Josef Radetzky, proveniente da Rivoli Veronese.
Il 29 maggio si ebbe la battaglia di Curtatone e Montanara; da Rivoli giunse una colonna di militari austriaci, ma fu loro impedito di giungere a destinazione, poiché quest'area era ben protetta da volontari italiani.  Gli austriaci furono quindi costretti ad indietreggiare. Giunta a Carlo Alberto la notizia della resa austriaca, il re raggiunse immediatamente Peschiera del Garda, dove rese omaggio al figlio Ferdinando, cui conferì la medaglia d'oro al valore militare.
Nella notte tra l'11 e il 12 luglio 1848 il parlamento siciliano, nel corso della Rivoluzione siciliana del 1848, nominò Ferdinando Re di Sicilia con il nome di "Alberto Amedeo I", per differenziarlo dal precedente re Ferdinando II di Borbone. Tuttavia egli rinunciò al trono del regno di Sicilia per non abbandonare l'esercito piemontese impegnato nella prima guerra d'indipendenza in una situazione ancora fragile e in quei giorni sconfitto a Custoza.
Nel marzo 1849 si distinse nella battaglia della Bicocca contro gli austriaci, dove era comandante della 4ª Divisione.

### Matrimonio

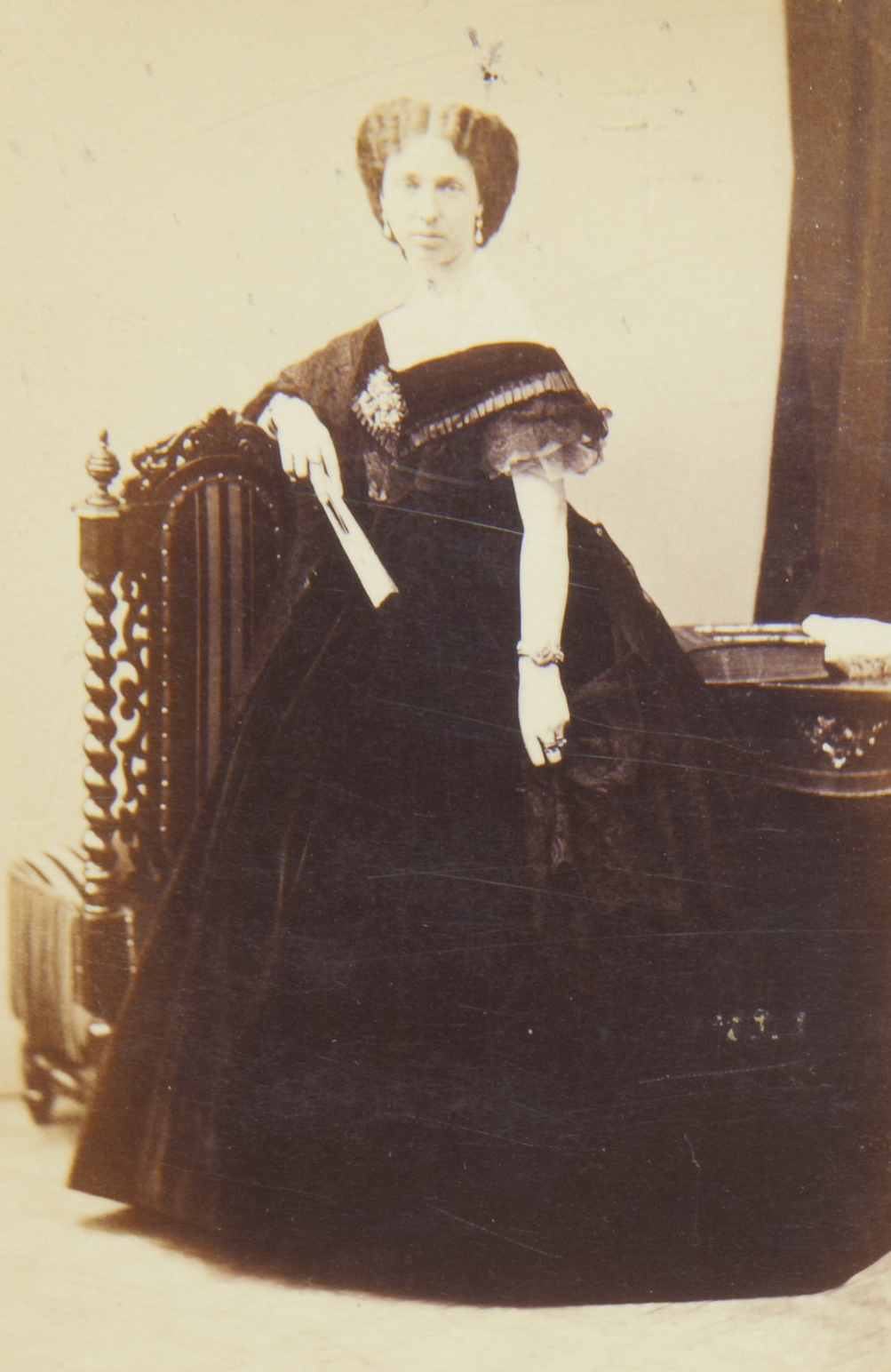
Elisabetta di Sassonia in una fotografia d'epoca

A Dresda, il 22 aprile 1850, sposò Elisabetta di Sassonia (1830-1912), figlia del re di Sassonia Giovanni e di sua moglie, Amalia Augusta di Baviera. Il loro matrimonio fu frutto di un accordo dinastico ed è stato generalmente ritenuto privo di vero amore.

### Ultimi anni e morte

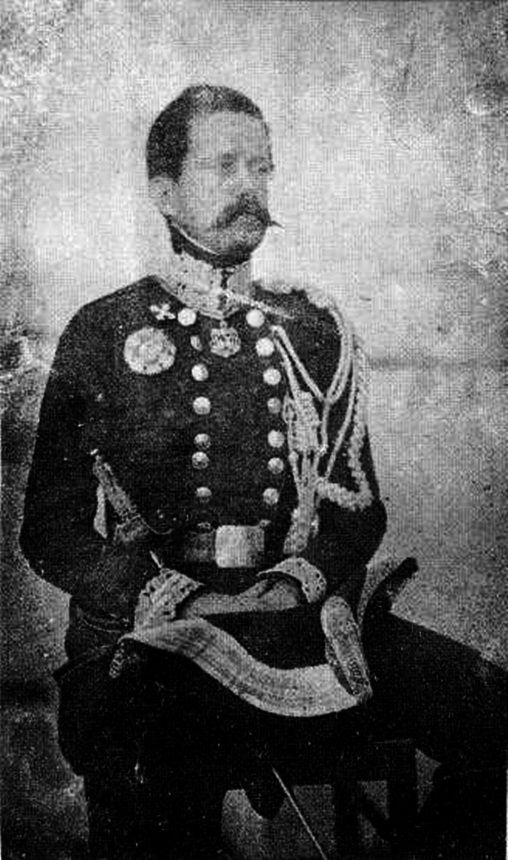
Ferdinando di Savoia-Genova in un ritratto fotografico

Durante la guerra di Crimea del 1855 avrebbe dovuto assumere il comando del Corpo di spedizione piemontese ma la sua salute in declino non gli permise di accettare l'incarico. La sua salute non migliorò e morì a Torino il 10 febbraio 1855. Riposa nella cripta reale della basilica di Superga, sulle alture del capoluogo piemontese.
A lui è dedicata una delle due statue ottocentesche che affiancano l'ingresso del Palazzo Civico a Torino ed il ponte di corso Giulio Cesare che attraversa il fiume Stura di Lanzo, nonché la statua equestre in Piazza Solferino.
Fino alla fine della seconda guerra mondiale, Torino gli aveva dedicato anche un corso nel quartiere Crocetta, l'attuale corso Stati Uniti.
A Palermo gli è stata intitolata una via con il nome che avrebbe dovuto prendere da re di Sicilia, corso Alberto Amedeo.

## Discendenza
Dal matrimonio tra Ferdinando e Elisabetta di Sassonia nacquero:
- Margherita di Savoia (1851-1926); sposò il cugino Umberto I di Savoia, con cui ebbe un figlio, Vittorio Emanuele III di Savoia, e fu la prima regina consorte d'Italia.
- Tommaso di Savoia-Genova (1854-1931); sposò Isabella di Baviera, con cui ebbe sei figli.

## Ascendenza
|                                      |                              |                                       | Genitori                          |  |  | Nonni |  |  | Bisnonni                               |  |  | Trisnonni                          |  |
|                                      |                              |                                       |                                   |  |  |       |  |  | Vittorio Amedeo II di Savoia-Carignano |  |  | Luigi Vittorio di Savoia-Carignano |  |
|                                      |                              |                                       |                                   |  |  |       |  |  | Vittorio Amedeo II di Savoia-Carignano |  |  | Luigi Vittorio di Savoia-Carignano |  |
|                                      |                              | Cristina Enrichetta d'Assia-Rotenburg |                                   |  |  |       |  |  | Vittorio Amedeo II di Savoia-Carignano |  |  |                                    |  |
| Carlo Emanuele di Savoia-Carignano   |                              |                                       |                                   |  |  |       |  |  | Vittorio Amedeo II di Savoia-Carignano |  |  |                                    |  |
|                                      |                              | Giuseppina Teresa di Lorena-Armagnac  | Luigi III Carlo di Lorena-Brionne |  |  |       |  |  |                                        |  |  |                                    |  |
|                                      |                              | Giuseppina Teresa di Lorena-Armagnac  | Luigi III Carlo di Lorena-Brionne |  |  |       |  |  |                                        |  |  |                                    |  |
|                                      |                              | Giuseppina Teresa di Lorena-Armagnac  | Luisa di Rohan-Rochefort          |  |  |       |  |  |                                        |  |  |                                    |  |
| Carlo Alberto di Savoia              |                              | Giuseppina Teresa di Lorena-Armagnac  |                                   |  |  |       |  |  |                                        |  |  |                                    |  |
|                                      |                              | Carlo di Sassonia                     | Augusto III di Polonia            |  |  |       |  |  |                                        |  |  |                                    |  |
|                                      |                              | Carlo di Sassonia                     | Augusto III di Polonia            |  |  |       |  |  |                                        |  |  |                                    |  |
|                                      |                              | Carlo di Sassonia                     | Maria Giuseppa d'Austria          |  |  |       |  |  |                                        |  |  |                                    |  |
| Maria Cristina di Curlandia          |                              | Carlo di Sassonia                     |                                   |  |  |       |  |  |                                        |  |  |                                    |  |
|                                      |                              | Francesca Korwin-Krasińska            | Stanislao Korwin-Krasiński        |  |  |       |  |  |                                        |  |  |                                    |  |
|                                      |                              | Francesca Korwin-Krasińska            | Stanislao Korwin-Krasiński        |  |  |       |  |  |                                        |  |  |                                    |  |
|                                      |                              | Francesca Korwin-Krasińska            | Anna Humiecka                     |  |  |       |  |  |                                        |  |  |                                    |  |
| Ferdinando di Savoia-Genova          |                              | Francesca Korwin-Krasińska            |                                   |  |  |       |  |  |                                        |  |  |                                    |  |
|                                      | Leopoldo II d'Asburgo-Lorena | Francesco I di Lorena                 |                                   |  |  |       |  |  |                                        |  |  |                                    |  |
|                                      | Leopoldo II d'Asburgo-Lorena | Francesco I di Lorena                 |                                   |  |  |       |  |  |                                        |  |  |                                    |  |
|                                      | Leopoldo II d'Asburgo-Lorena | Maria Teresa d'Austria                |                                   |  |  |       |  |  |                                        |  |  |                                    |  |
| Ferdinando III di Toscana            | Leopoldo II d'Asburgo-Lorena |                                       |                                   |  |  |       |  |  |                                        |  |  |                                    |  |
|                                      |                              | Maria Ludovica di Borbone-Napoli      | Carlo III di Spagna               |  |  |       |  |  |                                        |  |  |                                    |  |
|                                      |                              | Maria Ludovica di Borbone-Napoli      | Carlo III di Spagna               |  |  |       |  |  |                                        |  |  |                                    |  |
|                                      |                              | Maria Ludovica di Borbone-Napoli      | Maria Amalia di Sassonia          |  |  |       |  |  |                                        |  |  |                                    |  |
| Maria Teresa d'Asburgo-Toscana       |                              | Maria Ludovica di Borbone-Napoli      |                                   |  |  |       |  |  |                                        |  |  |                                    |  |
|                                      |                              | Ferdinando I delle Due Sicilie        | Carlo III di Spagna               |  |  |       |  |  |                                        |  |  |                                    |  |
|                                      |                              | Ferdinando I delle Due Sicilie        | Carlo III di Spagna               |  |  |       |  |  |                                        |  |  |                                    |  |
|                                      |                              | Ferdinando I delle Due Sicilie        | Maria Amalia di Sassonia          |  |  |       |  |  |                                        |  |  |                                    |  |
| Luisa Maria Amalia di Borbone-Napoli |                              | Ferdinando I delle Due Sicilie        |                                   |  |  |       |  |  |                                        |  |  |                                    |  |
|                                      |                              | Maria Carolina d'Austria              | Francesco I di Lorena             |  |  |       |  |  |                                        |  |  |                                    |  |
|                                      |                              | Maria Carolina d'Austria              | Francesco I di Lorena             |  |  |       |  |  |                                        |  |  |                                    |  |
|                                      |                              | Maria Carolina d'Austria              | Maria Teresa d'Austria            |  |  |       |  |  |                                        |  |  |                                    |  |
|                                      |                              | Maria Carolina d'Austria              |                                   |  |  |       |  |  |                                        |  |  |                                    |  |